# Ново село (община Гьорче Петров)
Вижте пояснителната страница за други значения на Ново село.
Ново село (на македонска литературна норма: Ново Село) е село в Северна Македония, част от Община Гьорче Петров.

## География
Селото е разположено на един километър западно от столицата Скопие и на практика е квартал на града.

## История
В края на XIX век Ново село е село в Скопска каза на Османската империя. Според статистиката на Васил Кънчов („Македония. Етнография и статистика“) към 1900 година в Ново село живеят 208 българи християни и 300 арнаути мохамедани.
Според секретен доклад на българското консулство в Скопие до 1903 година цялото християнско население на селото е сърбоманско под върховенството на Цариградската патриаршия. Според патриаршеския митрополит Фирмилиан в 1902 година в селото има 27 сръбски патриаршистки къщи. По данни на секретаря Българската екзархия на Димитър Мишев („La Macédoine et sa Population Chrétienne“) в 1905 година в Ново село има 320 българи екзархисти и функционира българско училище.
При избухването на Балканската война 2 души от Ново село са доброволци в Македоно-одринското опълчение.
След Междусъюзническата война в 1913 година селото попада в Сърбия.
На етническата си карта от 1927 година Леонард Шулце Йена показва Ново село (Novoselo) като село с неясен етнически състав.
На етническата си карта на Северозападна Македония в 1929 година Афанасий Селишчев отбелязва Ново село два пъти – веднъж като българско село и веднъж като село с неясен етнически състав.
Според преброяването от 2002 година Ново село има 8349 жители.
| Националност     | Всичко |
| северномакедонци | 7082   |
| албанци          | 14     |
| турци            | 26     |
| роми             | 869    |
| власи            | 14     |
| сърби            | 274    |
| бошняци          | 5      |
| други            | 68     |

В селото има манастир „Свети Архангел Гавриил“.

## Личности
Родени в Ново село
- Георги Николов (около 1840 – ?), български хайдутин, действал в района на Скопска Черна гора през 70-те години на XIX век[9]